# Costa Vicentina
Costa Vicentina é a região costeira que engloba o litoral de Portugal entre São Torpes (no concelho de Sines) e Burgau (no concelho de Vila do Bispo).

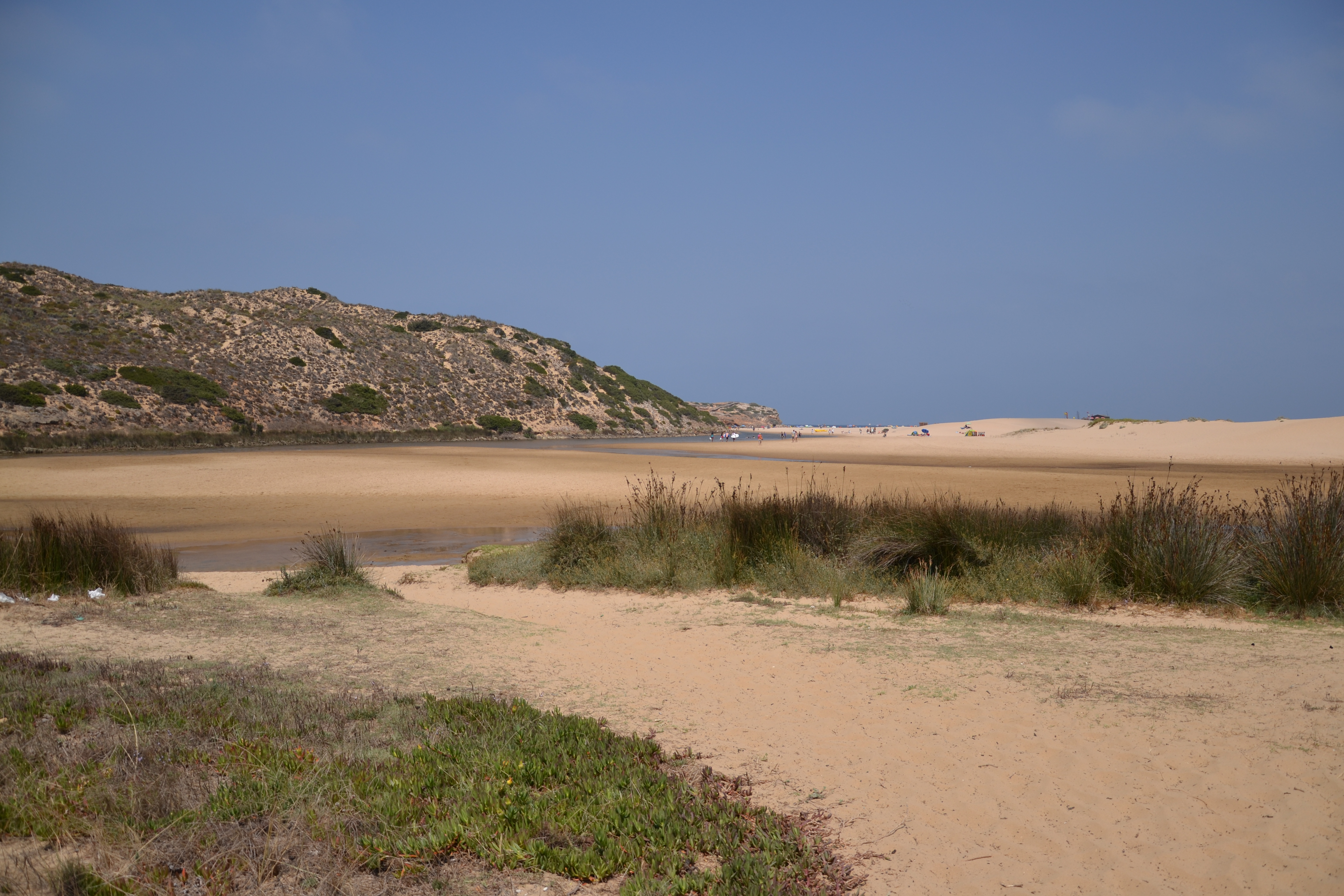
Costa vicentina, Algarve, Portugal. August 2016

## A Rota Vicentina
A Rota Vicentina – Associação para a Promoção do Turismo de Natureza na Costa Alentejana e Vicentina é, desde 2013, a entidade responsável pela gestão, integração, estímulo, desenvolvimento e promoção dos trilhos pedestres e cicláveis da Rota Vicentina, assim como da oferta turística associada ao produto turístico que a Rota Vicentina representa.

É formada pelo Caminho Histórico, Trilho dos Pescadores e vários Percursos Circulares, e uma rede com mais de 1000 km de Percursos para BTT, itinerários que se complementam revelando a verdadeira essência do Sudoeste de Portugal.